# Michael Gray (Schriftsteller)
Michael Gray (* 25. August 1946 in Bromborough, Metropolitan Borough of Wirral, England) ist ein englischer Schriftsteller, der sich vor allem mit Themen im Bereich der populären Musik befasst. Gray gilt als einer der führenden Experten zum Werk von Bob Dylan.

## Veröffentlichungen (Auswahl)

### Als Autor
- Song & Dance Man: The Art Of Bob Dylan (1972)
- The Art Of Bob Dylan: Song & Dance Man (1981)
- Mother!: The Frank Zappa Story (1985), deutsch: Die Frank Zappa Story
- The Bob Dylan Encyclopedia (2006)
- Hand Me My Travelin' Shoes: In Search Of Blind Willie McTell (2007)

### Als Koautor
- The Elvis Atlas: A Journey Through Elvis Presley's America (1996)

### Als Mitherausgeber
- All Across The Telegraph: A Bob Dylan Handbook (1987)